# Замок Драмкондра
Замок Драмкондра (англ. Drumcondra Castle, ірл. Caisleán Droim Conrach) — Кашлен Дройм Конрах — один із замків Ірландії, розташований в графстві Дублін. Реконструйований 1882 року. Нині в замку розміщений Національний центр святого Йосифа допомоги дітям з порушеним зором. Біля замку був млин, що був змитий під час повені 1834 року, але потім був відновлений у 1836 році. Також біля замку є гранітний шлюз, що в свій час привернув увагу короля Георга IV, що назвав його найбільш досконалою конструкцією такого роду у його володіннях. Замок і земля навколо нього (100 гектарів) в свій час належав лорду Чарлмонту. Потім належав Р. Вільямсу, есквайру. Біля замку є низка старовинних будинків, що становлять архітектурну та історичну цінність: Бельведер-хаус (належав серу Дж. К. Когіллу), Драмкондра-хаус (належав генералу серу Гаю Кембеллу), Гамптон-лодж (належав місіс А. Вільямс), Хай-парк (належав Г. Грею, есквайру) та багато інших. Біля замку у 1798 році повстанці захопили поштову карету, що стало сигналом для повстання за незалежність Ірландії, що охопило всю країну. Замок Драмкондра був побудований як вілла в XVI столітті, але від тої забудови майже нічого не лишилося. Споруда була перебудована в XVIII столітті, потім в ХІХ столітті. Збереглися ворота, каплиця і давнє кладовище.